# Хоптен

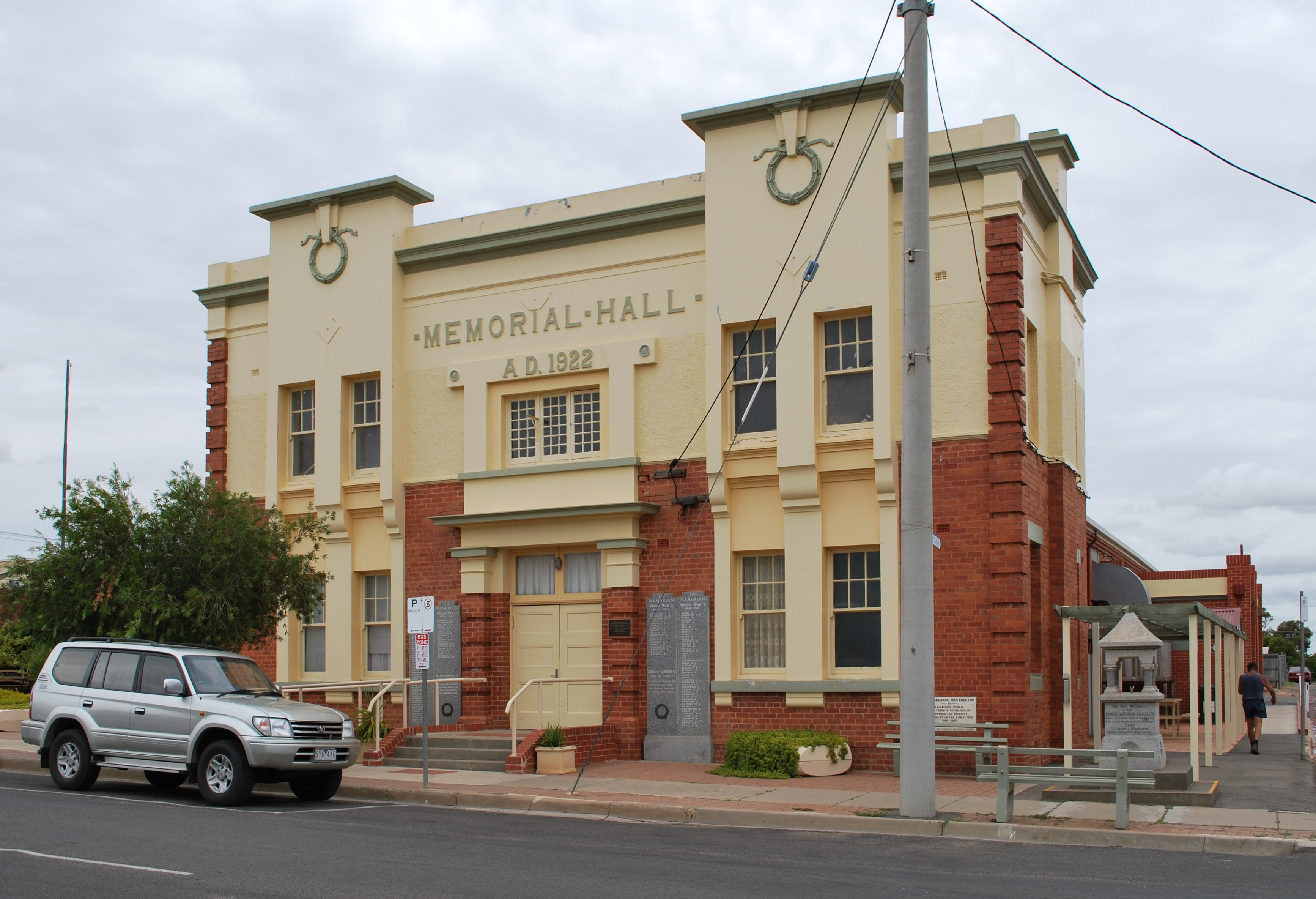
Мемориальный зал в Хоптене

Хо́птен (англ. Hopetoun) — город, который служит главным сервисным центром[уточнить]  для района Южный Малли в штате Виктория, Австралия. Хоптен расположен в 400 км к северо-западу от Мельбурна на шоссе Хенти в Шире Ярриамбиака. Согласно переписи населения 2011 года в Хоптене проживало 555 человек, в 2016 — 739.

## История
Город был назван в честь 7-го графа Хоптоуна, губернатора Виктории с 1889 по 1895 год, а затем и первого генерал-губернатора Австралии. Первое почтовое отделение Хоптена открылось 12 сентября 1891 года, когда был создан сам город.
Вследствие австралийской тепловой волны 2009-го года город испытал несколько дней интенсивной жары, с пиком 48,8 °C. Такая температура была самой высокой по всей стране в этот период, а также побила рекорд самой высокой температуры в Виктории.

## Инфраструктура
В городе есть одна гостиница, газетный киоск, почтовое отделение, аптека, парикмахерская, станция технического обслуживания, больница, одна католическая начальная школа, объединённая начальная и средняя школа, колледж Хоптен П-12, который обслуживает окружающие населённые пункты. В Хоптене также есть кафе быстрого питания и оптовый магазин. В городе присутствует аэропорт.
Примечательными местами города являются Уайперфелдский национальный парк, бухта Яриамбиак и озеро Куронг.
В Хоптене есть футбольные и нетбольные команды, участвующие в футбольной лиге Мальли. В городе имеется поле для гольфа, лужайки для соревнований по крикету и теннису, баскетбольная площадка, а также гольф-клуб, расположенный на Рэйнбоу-Роуд.